# Association des moulins du Québec
L'Association des moulins du Québec (AMQ) est une corporation à but non lucratif fondée en juin 2008. Son siège social est situé à Montréal au Québec.

## Mission
Sa mission est de : « Promouvoir la connaissance des moulins à eau et à vent du Québec afin de mettre en valeur ce patrimoine archéologique, historique et ethnologique ».

## Membres fondateurs
Les membres fondateurs de l'Association des Moulins du Québec en 2008 sont :
- Président : Claude Arsenault, Société pour la Sauvegarde du patrimoine de Pointe-Claire
- Secrétaire : Alain Prince, conservateur
- Trésorier : Bernard Landry, planificateur financier
- Alain Dejeans, conservateur
- Guy Bessette, chef de division Culture, ville de Repentigny
- André Gladu, cinéaste
- Dominique Laperle, historien, professeur
- Benoit Simard, directeur, division Culture, ville de Contrecœur
- René Beaudoin, historien, professeur, Société des amis du moulin à vent de Trois-Rivières
- Bibiane Tremblay, Fondation Francois-Lamy, Sainte-Famille, Île d’Orléans
- André Jalbert, Société historique de Contrecœur